# Pou de gel d'Arfa
El Pou de gel d'Arfa és una obra del municipi de Ribera d'Urgellet (Alt Urgell) protegida com a bé cultural d'interès local.

## Descripció
El pou de gel d'Arfa és situat a ponent de la població d'Arfa, dins del municipi de Ribera d'Urgellet, a la comarca de l'Alt Urgell, concretament a la partida dels Bancals, al marge septentrional de l'anomenat Camp de l'Era. S'hi accedeix per l'antic camí públic que enllaça amb l'extrem nord-occidental del carrer Major de l'esmentada població o discorre en direcció est-oest. A uns 20 metres del començament d'aquest camí, a un marge de pedra que actua de mur de contenció de l'esmentat camp de l'Era, es troba l'entrada al pou de gel, a 651 metres sobre el nivell del mar.
Actualment l'únic element visible del pou de gel d'Arfa és l'entrada, que roman mig enterrada al marge meridional de l'antic camí públic que hi accedia. Aquesta entrada es troba a la part inferior del mur de contenció que delimita el camí pel sud, i està formada per un arc de mig punt fet amb lloses toscament desbastades. L'entrada es troba orientada a nord, tal com és habitual en aquest tipus de construcció per afavorir la conservació del gel dipositat al seu interior. El pou es troba soterrat al Camp de l'Era, que queda a sobre del camí públic on es troba la seva entrada i, segons la memòria oral, estava sencer fa uns seixanta anys, quan encara era possible accedir-hi. En l'actualitat, segurament es conserva encara una part significativa de l'estructura, ja que no hi ha hagut cap intervenció prou important en el terreny on està ubicada que pogués haver-lo afectat totalment o en part.
Segons diversos testimonis, el pou era una cambra de planta circular on s'accedia des de l'entrada actualment visible, a través d'un passadís que, a diferència d'altres pous com el d'Oliana, comptava amb un únic tram recte, sense cap angle, força estret, d'uns 70 centímetres d'ample. Al capdamunt d'aquesta estructura circular hi havia una cúpula semiesfèrica que cobria el conjunt, a una notable alçada.

## Història
Des de la baixa edat mitjana, la vila i el castell d'Arfa formaven part de la jurisdicció del capítol dels canonges de la Seu d'Urgell, jurisdicció que es mantindria fins a l'extinció del règim senyorial, ja entrat el segle xix.
El dia 23 d'agost de 1641, el capítol de la catedral de la Seu d'Urgell acordava la construcció d'un pou de gel a Arfa i la comissió de dos canonges per dirigir la mateixa. L'interès del capítol de la seu d'Urgell pel control de la distribució del gel s'explicita almenys des de 1602, moment en què es coneix la primera regulació de l'accés a aquesta mercaderia dins de la Seu d'Urgell. L'any 1619 el canonge Pau Claris era comissionat per proveir de gel el capítol catedralici durant tot aquell any. Més endavant, en trobem noves provisions que tornen a regular el preu del gel i les autoritzacions per la seva venda a la Seu d'Urgell, en una sèrie d'ordenances rere les quals sembla existir alguna mena de competència entre l'estament clerical i els veïns de la Seu en la provisió d'aquesta conservació d'aliments. Contrastant amb la seva abundància en els mesos hivernals, durant l'estiu només es trobava gràcies a la seva conservació en els pous de gel o de la neu, la construcció i la gestió dels quals era una qüestió complexa i cara que estava a mans d'entitats molt poderoses, com ho era el capítol catedralici de la Seu. A la comarca de l'Alt Urgell localitzem altres pous de gel, possiblement contemporanis, a Oliana, vila de jurisdicció també capitular, i a Peramola i a la Móra de Cortiuda, totes dues poblacions sota la jurisdicció també capitular, i a Peramola i a la Móra Cortiuda, totes dues poblacions sota la jurisdicció dels barons de Peramola.
El dia 7 de febrer de 1642 el pou de gel fou arrendat a un particular, amb la condició que en el seu punt de venda a la Seu d'Urgell fos exclusiu per al capítol i netament separat del punt de venda per a la resta de la població. Aquesta notícia ens explica que en aquesta data el pou de gel d'Arfa era ja una realitat. Un darrer esment documental del pou de gel d'Arfa data del 3 d'octubre de 1653, data en què s'ordenà la construcció de basses per abastir-lo de gel durant els mesos freds de l'hivern.
Després d'aquesta darrera notícia, no trobem cap altra referència al pou de gel d'Arfa. Se sap que la vila i el seu castell fou malmesa per terratrèmols durant el segle xviii i podria haver afectat aquesta infraestructura. Al segle xix la jurisdicció de la vila per part del capítol de la Seu d'Urgell va arribar a la seva fi, amb l'extinció del règim senyorial a nivell estatal. Desconeixem quin fou el destí del pou de gel, tot i que l'estructura, propietat fins aleshores del capítol catedralici, hauria hagut de passar al domini públic. Amb tot, el fet que actualment la titularitat cadastral del terreny on està ubicat romangui en mans privades, sense cap mena de diferenciació, apunta la possibilitat que en el moment de l'extinció de la senyoria capitular el pou de gel ja no estigués en actiu i passés a mans privades conjuntament amb les terres circumdants per la seva manca d'interès públic.